# Earl Eby
Earl William Eby  (ur. 18 listopada 1894 w Aurora, w stanie Illinois, zm. 14 grudnia 1970 w Pottstown, w Pensylwanii) – amerykański lekkoatleta średniodystansowiec, medalista olimpijski z Antwerpii.
Podczas I wojny światowej służył w Amerykańskim Korpusie Ekspedycyjnym we Francji w stopniu podporucznika. Podczas igrzysk sojuszniczych w Paryżu w 1919 zwyciężył w biegu na 400 metrów i zajął 2. miejsce w biegu na 800 metrów.
Na igrzyskach olimpijskich w 1920 w Antwerpii wystąpił w biegu na 800 metrów, w którym zdobył srebrny medal za Albertem Hillem z Wielkiej Brytanii. 
Eby był mistrzem Stanów Zjednoczonych w biegu na 880 jardów w 1920, a także halowym mistrzem USA na 600 jardów w 1917, 1920 i 1923. W 1920 i 1921 zdobył akademickie mistrzostwo USA (IC4A) w biegu na 880 jardów, a w 1921 został również mistrzem NCAA na tym dystansie.
W 1920 ustanowił rekord życiowy na dystansie 800 m wynikiem 1.53,5 s.